# Marta Dąbrowska (aktorka)
Marta Dąbrowska (ur. 19 października 1984) – polska aktorka teatralna i filmowa.

## Życiorys
W 2007 roku ukończyła studia na Akademii Teatralnej w Warszawie. Aktorka Teatru Polskiego w Warszawie.

## Życie prywatne
Córka Waldemara Dąbrowskiego.
Jest związana z aktorem Samborem Czarnotą. W listopadzie 2018 para została rodzicami chłopca, który otrzymał imię Jan.

## Filmografia
- 2000: To ja, złodziej jako Julia, córka Seweryna
- 2000: Klasa na obcasach jako Marina
- 2005: Bulionerzy jako studentka Marta (odc. 34)
- 2006: Jasminum jako Anielica
- 2007: Środa, czwartek rano jako kobieta
- 2007: Determinator jako kelnerka Marta z hotelu "Classic" (odc. 8)
- 2008: Skorumpowani jako Monika Macula, siostra Jacka
- 2008: Skorumpowani jako Monika Macula, siostra Jacka
- 2008: Małgosia contra Małgosia jako Kryśka
- 2008–2010: Czas honoru jako łączniczka Roma
- 2009: Przeznaczenie jako recepcjonistka (odc. 13)
- 2009: Ojciec Mateusz jako Wiktoria (odc. 30)
- 2009: Miłość na wybiegu jako modelka Sabina
- 2010–2011 Pierwsza miłość jako Iwona Jedlińska
- 2010: Trick jako sekretarka Bąka
- 2010: Śniadanie do łóżka jako Anka
- 2010: Ratownicy jako dziennikarka Daria Ozelewicz
- 2010: Ojciec Mateusz jako Iga, pracownica Adrianny Grabek (odc. 62)
- 2010: Nowa jako Dorota (odc. 8)
- 2010: Miłość nad rozlewiskiem jako Majka (odc. 6)
- 2010: 1920. Wojna i miłość jako Aniela, pokojówka Jadwigi
- 2011: Życie nad rozlewiskiem jako Iwona, była narzeczona Krzysztofa (odc. 11, 12 i 13)
- 2011: Przepis na życie jako Jola „Menago”, menadżerka „Imbiru”
- 2011–2015, 2017: Na dobre i na złe jako patomorfolog Kinga Falkowicz
- 2011: Komisarz Alex jako lekarka (odc. 7; nie występuje w napisach)
- 2011: Komisarz Alex jako lekarka pogotowia (odc. 12)
- 2011: Kac Wawa jako Alicja, koleżanka Marty
- 2011: 1920 Bitwa Warszawska jako ochotniczka na ulicy
- 2012: Trick jako sekretarka Bąka
- 2012–2013: Ranczo jako Zosia
- 2012–2013: Przepis na życie jako Jola, menadżerka
- 2012: Na krawędzi jako Małgorzata, sekretarka Zawady (odc. 5)
- 2013–2015: Komisarz Alex jako laborantka Beata Fabicka
- 2013: 2XL jako Kinga, sekretarka i kochanka Zabawskiego
- 2014: Piąte: nie odchodź jako Julia, partnerka Andrzeja
- 2014: Bogowie jako sekretarka w Zjednoczeniu Węglowym
- 2015: Powiedz tak! jako Beata Kraft, producentka filmowa i telewizyjna
- 2015: 11 minut jako siostra zakonna
- 2016–2017: Na Wspólnej jako Dorota Brwinowska
- 2016: Planeta singli jako dziewczyna Dominika
- 2018–2020: Barwy szczęścia jako recepcjonistka Karolina Różańska
- 2019: Blondynka jako dziennikarka Kaja Kowalik
- od 2021: Mecenas Porada jako Iza Drawiec

## Role teatralne
- 2006: Pułapka jako Ellie, Jana (Akademia Teatralna w Warszawie)
- 2007: Walentynki jako studentka (Akademia Teatralna w Warszawie)
- 2007: Wszyscy kochamy Barbie jako Barbie (Towarzystwo Teatrum)
- 2009: Opowieść zimowa jako Dorka, Perdita (Teatr Polski w Warszawie)
- 2010: Gwiazdy na porannym niebie jako Maria (Teatr Polski w Warszawie)